# Luciano Pascual
Luciano Pascual (Laferrere, Buenos Aires, 23 de junio de 2004) es un futbolista argentino que juega actualmente como mediocampista en el Godoy Cruz de la Primera División Argentina.

## Trayectoria
Pascual nació el 23 de junio del 2004 en Laferrere (Argentina), a temprana edad inicio en las inferiores del club Vélez Sarfield, donde pasó para las inferiores de Almirante Brown de la Segunda División De Argentina.

### Almirante Brown
Comenzó en las inferiores de Brown y su juego llamo la atención del técnico llegando a debutar el 14 de junio de 2023 frente a Patronato por la Primera Nacional, aunque solo sumó 3 minutos en ese partido.

### Godoy Cruz
Luego de su paso por Almirante Brown, fue cedido a préstamo al club Godoy Cruz.

## Estadísticas

### Clubes
- Actualizado hasta el 9 de marzo de 2024

| Club                      | Div.                | Temporada           | Liga  | Liga  | Liga   | Copas nacionales (1) | Copas nacionales (1) | Copas nacionales (1) | Copas internacionales (2) | Copas internacionales (2) | Copas internacionales (2) | Total | Total | Total  |
| Club                      | Div.                | Temporada           | Part. | Goles | Asist. | Part.                | Goles                | Asist.               | Part.                     | Goles                     | Asist.                    | Part. | Goles | Asist. |
| ------------------------- | ------------------- | ------------------- | ----- | ----- | ------ | -------------------- | -------------------- | -------------------- | ------------------------- | ------------------------- | ------------------------- | ----- | ----- | ------ |
| Almirante Brown Argentina | 2.ª                 | 2023                | 1     | 0     | 0      | 0                    | 0                    | 0                    | 0                         | 0                         | 0                         | 1     | 0     | 0      |
| Almirante Brown Argentina | Total club          | Total club          | 1     | 0     | 0      | 0                    | 0                    | 0                    | 0                         | 0                         | 0                         | 1     | 0     | 0      |
| Godoy Cruz Argentina      | 1.ª                 | 2025                | 2     | 1     | 0      | 0                    | 0                    | 0                    | 0                         | 1                         | 0                         | 0     | 0     | 0      |
| Godoy Cruz Argentina      | Total club          | Total club          | 0     | 0     | 0      | 0                    | 0                    | 0                    | 0                         | 0                         | 0                         | 0     | 0     | 0      |
| Total en su carrera       | Total en su carrera | Total en su carrera | 1     | 0     | 0      | 0                    | 0                    | 0                    | 0                         | 0                         | 0                         | 1     | 0     | 0      |